# Marijan Vlak
Marijan Vlak (Petrinja, 23. listopada 1955.) je hrvatski nogometni trener, te bivši vratar, a od 2012. godine i voditelj škole nogometnih vratara "Marijan Vlak". 

## Igračka karijera
Marijan Vlak počeo je igrati nogomet u petrinjskom nogometnom klubu Mladost kao jedaneastogodišnjak. Zatim je bio vratar juniorske momčadi Mladosti, a nedugo potom i vratar prve momčadi. Kao vratar branio je zatim od 1973. do 1988. godine za Dinamo Zagreb (s kojim je bio član trofejne generacije iz 1982. godine), i Segestu iz Siska (1988.). Sa zagrebačkim Dinamom osvojio je Prvu saveznu ligu 1981./82. i Kup maršala Tita 1982./83. godine. Prije prestanka aktivnog igranja branio je još 1988. godine za sisačku Segestu.

## Trenerska karijera

### Klub
Trenerskim poslom započeo se baviti 1997. godine, nakon što je na klupi Dinama naslijedio Otta Barića, te je vodio Dinamo u legendarnoj pobjedi od 5:0 protiv beogradskog Partizana. No, iduće sezone je smijenjen, te je nakon toga vodio Slaven Belupo i mađarski Ferencvaros, a 1999. godine opet se je vratio u Dinamo. Iduće sezone opet je smijenjen, te je opet izabran za trenera Dinama 2002. godine. Godine 2004. vodio je slovačku Žilinu, a 2006. godine se vraća u Mađarsku, u Videoton. Od početka sezone 2008./09. vraća se u Dinamo kao prvi pomoćnik Branka Ivankovića, da bi 24. studenoga 2008. po četvrti put zasjeo na klupu Dinama, no ponovno je smijenjen u ožujku 2009. godine. U kolovozu 2011. preuzima Vasas SC. Vasasa je preuzeo na posljednjem mjestu, koji je u tom trenutku imao samo jedan osvojeni bod, a na kraju polusezone 2011./12. ostavio ga je u sredini tablice. Vasasa je ponovno preuzeo 10. travnja 2012. godine i trenirao ga do 30. lipnja iste godine.

### Reprezentacija
Bio je član stručnog stožera hrvatske nogometne reprezentacije od 1994. do 2002. godine te jedno vrijeme reprezentativni trener vratara (2004.).

## Športsko administrativna karijera
Marijan Vlak bio je športski direktor Kamen Ingrada (2002. – 2004.) i športski direktor u NK Lučko.

## Priznanja

### Igrač

#### Individualna
- Godine 2010. proglašen za nogometaša stoljeća u Petrinji.[2][4]

#### Klupska
Dinamo Zagreb
- Prvak Jugoslavije (1): 1981./82.
- Kup maršala Tita (1): 1982./83.

### Trener
Dinamo Zagreb
- Prvak Hrvatske (1): 1999./00.
- Hrvatski nogometni kup (1): 2002.

## Vanjske poveznice
- Vratarska škola i agencija Marijan Vlak[neaktivna poveznica]